# 고드프리 치탈루

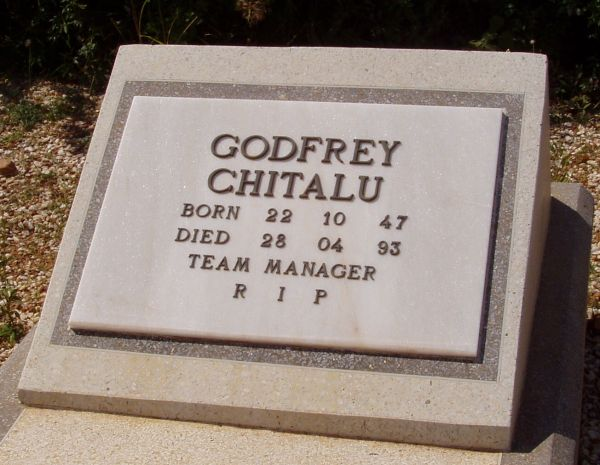
루사카에 있는 고드프리 치탈루 묘지

고드프리 치탈루(Godfrey Chitalu, 1947년 10월 22일 ~ 1993년 4월 27일)는 잠비아의 전 축구 선수 및 축구 감독이었다.

## 선수·감독 경력
1964년 잠비아의 키트웨 유나이티드 FC에서 데뷔했으며 1971년 카브웨 워리어스 FC로 이적해 1982년까지 활약하였다. 또한 1968년 잠비아 축구 국가대표팀에 정식으로 데뷔한 이래 1980년까지 12년동안 총 103경기에 출전해 79골을 터뜨리며 잠비아 국가대표팀 역대 최다 득점 기록을 보유하였다.
또한 '잠비아 올해의 축구 선수'에 총 5번 선정되기도 했으며 2006년 지난 50년 사이에 활약했던 선수들을 대상으로 아프리카 축구 연맹에서 선정한 '아프리카 최고의 선수 200인' 중 한 명에 포함되기도 했다. 그리고 잠비아 축구 협회는 1972년 치탈루가 리그 경기와 A매치, 올림픽 국가대표팀 경기 등을 포함해 총 60경기에서 107골을 득점한 기록을 근거로 치탈루가 한해 최다골 기록을 가진 선수라고 주장했으나 국제 축구 연맹은 이를 공식 기록으로 인정하지 않았다.
은퇴 이후 1984년부터 1986년까지 친정팀인 카브웨 워리어스에서 감독 생활을 했으며 1991년부터 1993년까지 다시 카브웨 워리어스의 감독을 맡았다가 1993년 잠비아 국가대표팀 감독에 선임되었다.
그러나 1993년 4월 27일 세네갈과의 1994년 FIFA 월드컵 아프리카 지역 예선을 치르기 위해 잠비아 공군 소유의 비행기인 드 하빌랜드 캐나다 DHC-5 버펄로를 타고 이동하던 도중 가봉 공화국의 수도 리브르빌 근방의 영해 상공에서 항공 사고가 발생했으며 치탈루를 포함한 탑승객 30명 전원이 그 자리에서 사망하였다.
사망 이후 루사카에서 치탈루의 이름을 딴 '고드프리 치탈루 도로'가 세워졌으며 또한 카브웨 워리어스 FC는 치탈루의 활약상을 기리고자 2012년 이후 자신들의 홈 경기장인 레일웨이스 경기장의 이름을 고드프리 우카 치탈루 107 경기장으로 바꾸었다.

## 같이 보기
- 1993년 잠비아 축구 국가대표팀 항공기 참사